# Tübinger Bierseidel

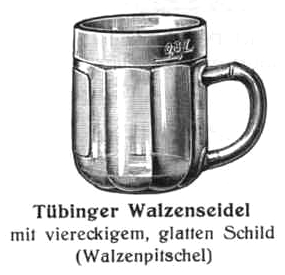
Tübinger Walzenseidel (Pitschel ist eine sorbische Bezeichnung für Seidel)

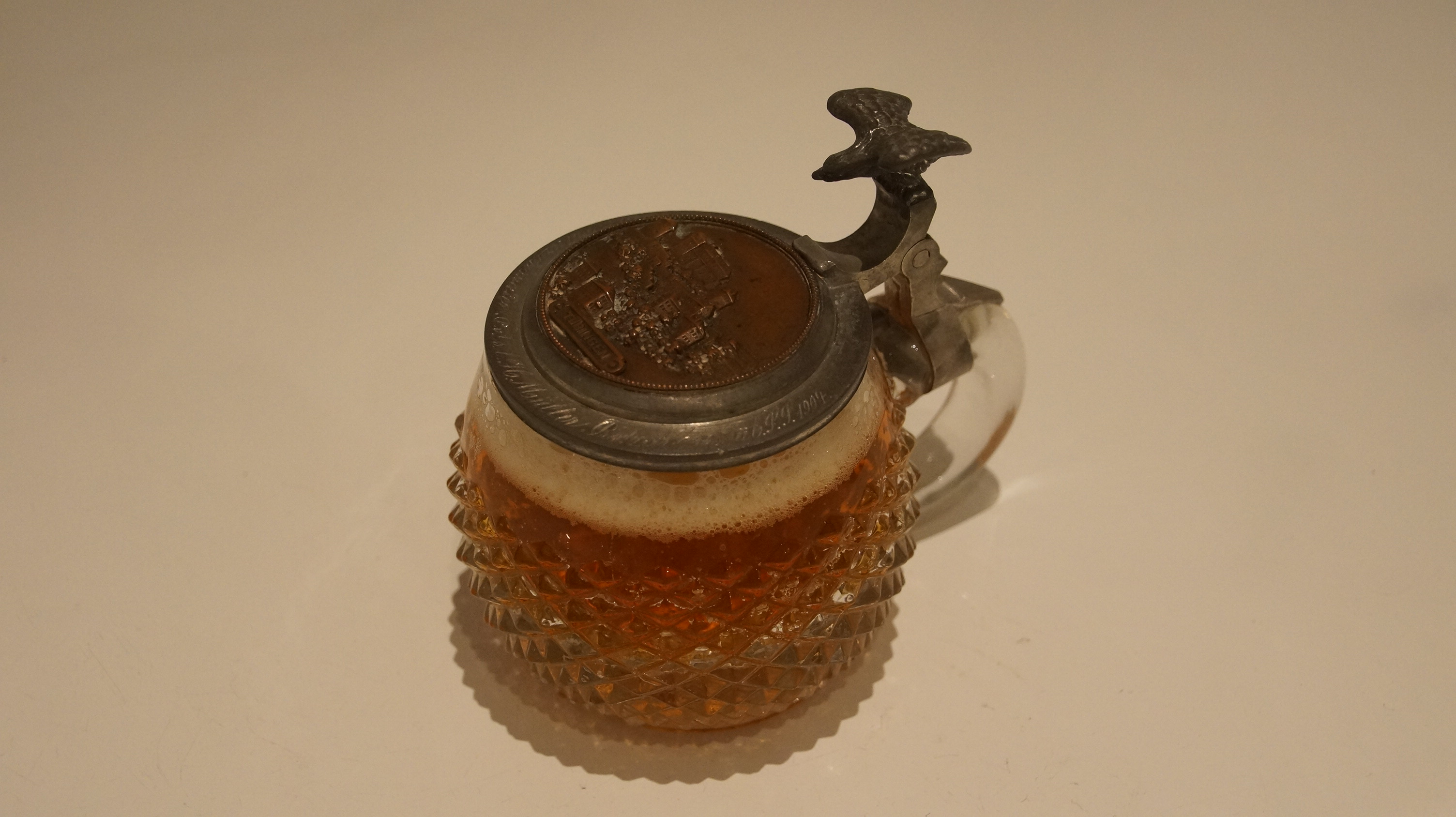
Tübinger Igel

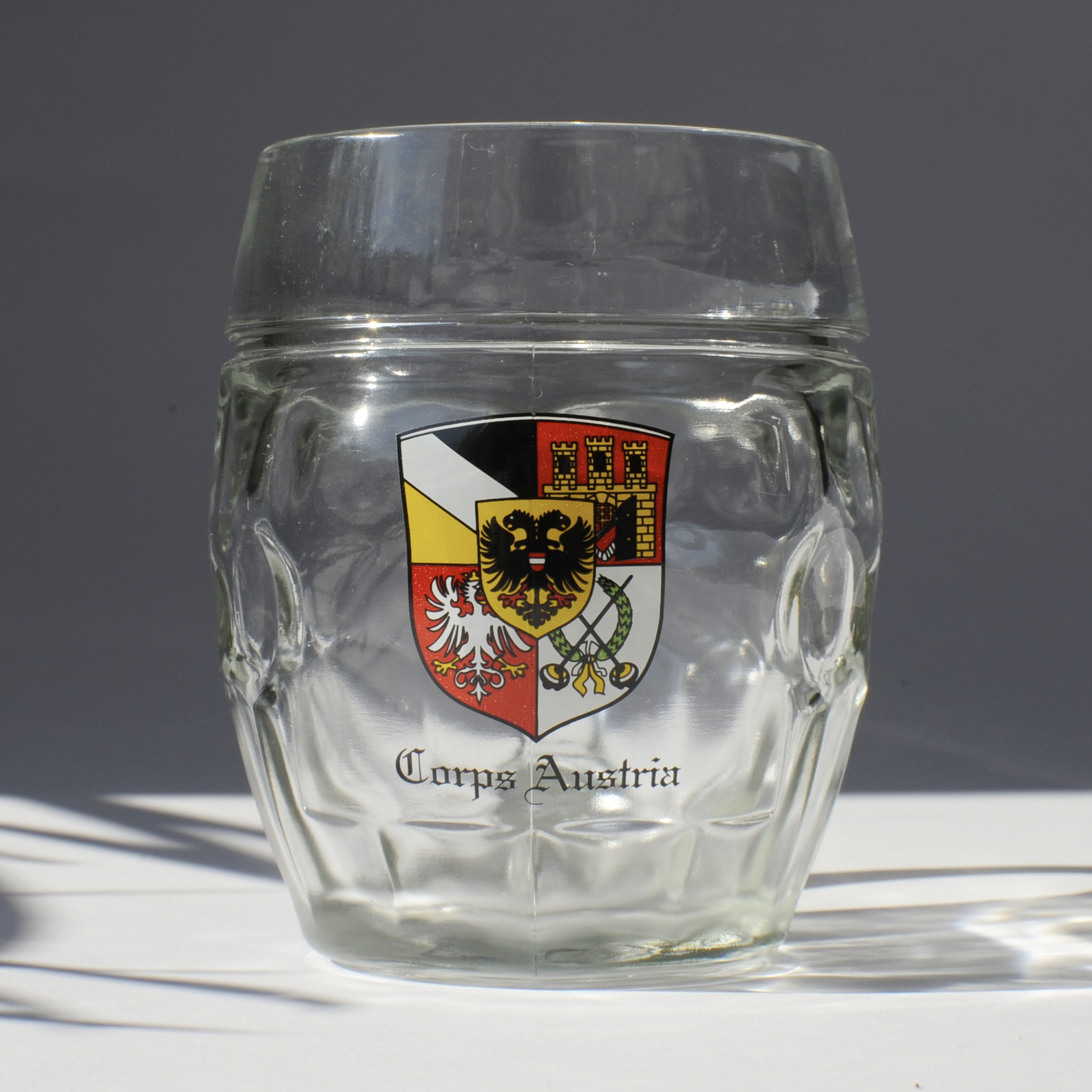
Tübinger Kugel

Tübinger Bierseidel werden von mehreren Firmen in verschiedenen Varianten hergestellt.
Der Tübinger Walzenseidel und der Tübinger Ernstseidel wurden von der Sächsischen Glasfabrik August Walther & Söhne AG in Ottendorf-Okrilla und Radeberg hergestellt. Eine Form für einen 0,2 l-Bierseidel (Walzenseidel 5/20, Form-Nr. 592) wurde etwa 1927 geschaffen. Der Bierkrug erschien erstmals im Musterbuch Pressglas Sächsische Glasfabrik Radeberg 1928. Bezeichnet wurde der Seidel als „Walzenpitschel mit viereckigem Schild“. Nach 1933 ist er als „Tübinger Walzenseidel mit viereckigem Schild, schwer“ im Musterbuch Walther unter gleicher Form-Nr. 592 benannt. Es ist eine relativ kleine Form, deren Teile zusammen etwa 30 kg wiegen.
Die Tübinger Kugel oder der Tübinger Kugelseidel sind gläserne Bierkrüge. Anders als der Name vermuten lässt, sind sie nicht kugelförmig. Im unteren Teil sind sie verziert und oberhalb davon gibt es einen unverzierten Bereich. Es gibt die Tübinger Kugel in unterschiedlichen Größen mit Fassungsvermögen 0,25 l, 0,3 l, 0,4 l und 0,5 l.
Der Tübinger Igel ist ein dickwandiger kugelförmiger Bierkrug mit oder ohne Deckel, der traditionell vor allem bei der Akademischen Studentenverbindung Igel eingesetzt wurde und bis heute dort Verwendung findet.